# 蜂巢星雲
蜂巢星雲（Honeycomb Nebula）是位於劍魚座，距離地球15萬光年的超新星遺跡。蜂巢星雲位於大麥哲倫星雲巨大的H II複合體蜘蛛星雲中一個巨大的絲狀殼的邊緣。